# Sugi Raya
Sugi Raya is een bestuurslaag in het regentschap Musi Banyuasin van de provincie Zuid-Sumatra, Indonesië. Sugi Raya telt 405 inwoners (volkstelling 2010).